# اچ‌ام‌اس ماریا (۱۸۰۵)
اچ‌ام‌اس ماریا (۱۸۰۵) (به انگلیسی: HMS Maria (1805)) یک کشتی بود که طول آن ۷۲ فوت ۰ اینچ (۲۱٫۹۵ متر) بود. این کشتی در سال ۱۸۰۵ ساخته شد.